# Хреновая (станция)
Хренова́я — железнодорожная станция Юго-Восточной железной дороги в селе Хреново́е Воронежской области на двухпутной электрифицированной (~25 кВ) линии Лиски – Поворино.

## Деятельность
На станции осуществляются:
- приём и выдача багажа;
- приём и выдача грузов повагонными и мелкими отправками, загружаемых целыми вагонами (только на подъездных путях и местах необщего пользования).

## История
На железнодорожной станции Хреновая родился Леваков Владимир Иванович – Герой Советского Союза.